# Aureoboletus projectellus
Bolet élancé
Espèce
Aureoboletus projectellus, le Bolet élancé, est une espèce invasive de champignon (Fungi) basidiomycète du genre Aureoboletus dans la famille des Boletaceae. Originaire d'Amérique du Nord, il a été trouvé en Lituanie en 2011, et étend depuis son aire de répartition dans le reste de l'Europe. Il est caractérisé par sa stature élancée, ses pores jaunes et son pied orné d'un réseau grossier étendu.

## Taxonomie
Le nom correct complet (avec auteur) de ce taxon est Aureoboletus projectellus (Murrill) Halling. 
L'espèce a été initialement classée dans le genre Ceriomyces sous le basionyme Ceriomyces projectellus Murrill.

### Synonymes
Aureoboletus projectellus a pour synonymes :
- Boletellus projectellus (Murrill) Singer
- Boletus projectellus (Murrill) Murrill
- Ceriomyces projectellus Murrill

### Phylogénie
L'espèce a été décrite pour la première fois par le mycologue américain William Alphonso Murrill en 1938 sous le nom de Ceriomyces projectellus, à partir de collections faites à Lynchburg, en Virginie, qui l'a ensuite transférée dans le genre Boletus. Rolf Singer a transféré l'espèce dans le genre Boletellus en 1945. En 2015, Roy Halling l'a transférée au genre Aureoboletus sur la base de preuves ADN.

### Étymologie
L'épithète spécifique projectellus fait réfèrence à la silhouette projetée ou élancée que lui donne son long stipe un peu incurvé.

## Description du sporophore

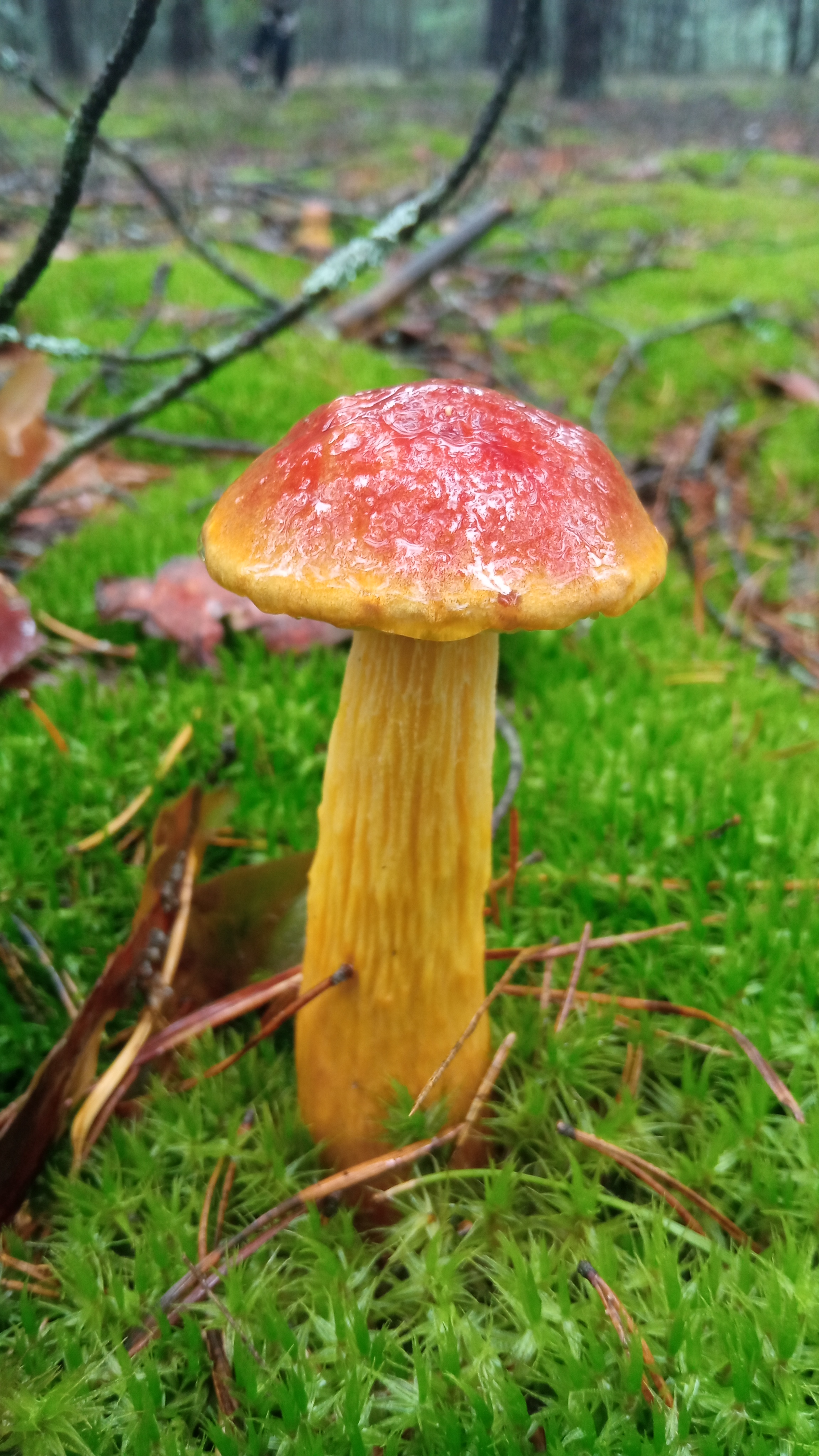
Sporophore de A. projectellus en Ukraine.

Les bolets sont des champignons dont l’hyménophore, constitué de tubes et terminés par des pores, se sépare facilement de la chair du chapeau. Ce chapeau d'abord rond, recouvert d'une cuticule, devient convexe à mesure qu’il vieillit. Ils ont un pied (stipe) central assez épais et une chair compacte. Les caractéristiques morphologiques de A. projectellus sont les suivantes :
Son chapeau est d'abord hémisphérique avant de devenir convexe à maturité, il atteint un diamètre de 4 à 20 cm. Sa surface est sèche, d'abord avec une texture veloutée ou légèrement poilue, mais développant de petites fissures avec l'âge. La couleur des spécimens va du brun cannelle pâle à foncé au rougeâtre terne ou au brun rougeâtre foncé, parfois teinté de gris ou de vert olive, en particulier chez les jeunes spécimens.
L'hyménophore présente des pores de 0,5 à 2 mm, d'abord jaunes puis olives à maturité. Les tubes de 1 à 2,5 cm sont concolores aux pores.
Son stipe mesure de 9 à 24 cm x 1 à 5 cm, il est fusiforme, s'épaississant en descendant vers la base, typiquement un peu courbé. Il est de consistance dure et fibreuse, sèche, et plus ou moins de la même couleur que le chapeau, ou plus clair. Sa surface présente un réseau proéminent, surtout sur ses deux tiers supérieurs. Il y a un tomentum blanc près de la base. La base du stipe devient collante par temps humide.
La chair est blanchâtre (parfois avec des reflets rosés), virant lentement au jaune-brun à la coupe. Elle n'a pas d'odeur distinctive et a une saveur douce à acide. 

### Réactions chimiques
FeSO4 : La surface du chapeau devient olivâtre. La chair du chapeau devient gris pâle.

### Caractéristiques microscopiques
Ses spores mesurent 18 à 33 μm x 7,5 à 12 μm, elles sont lisses, ovales à fusiformes.

## Galerie

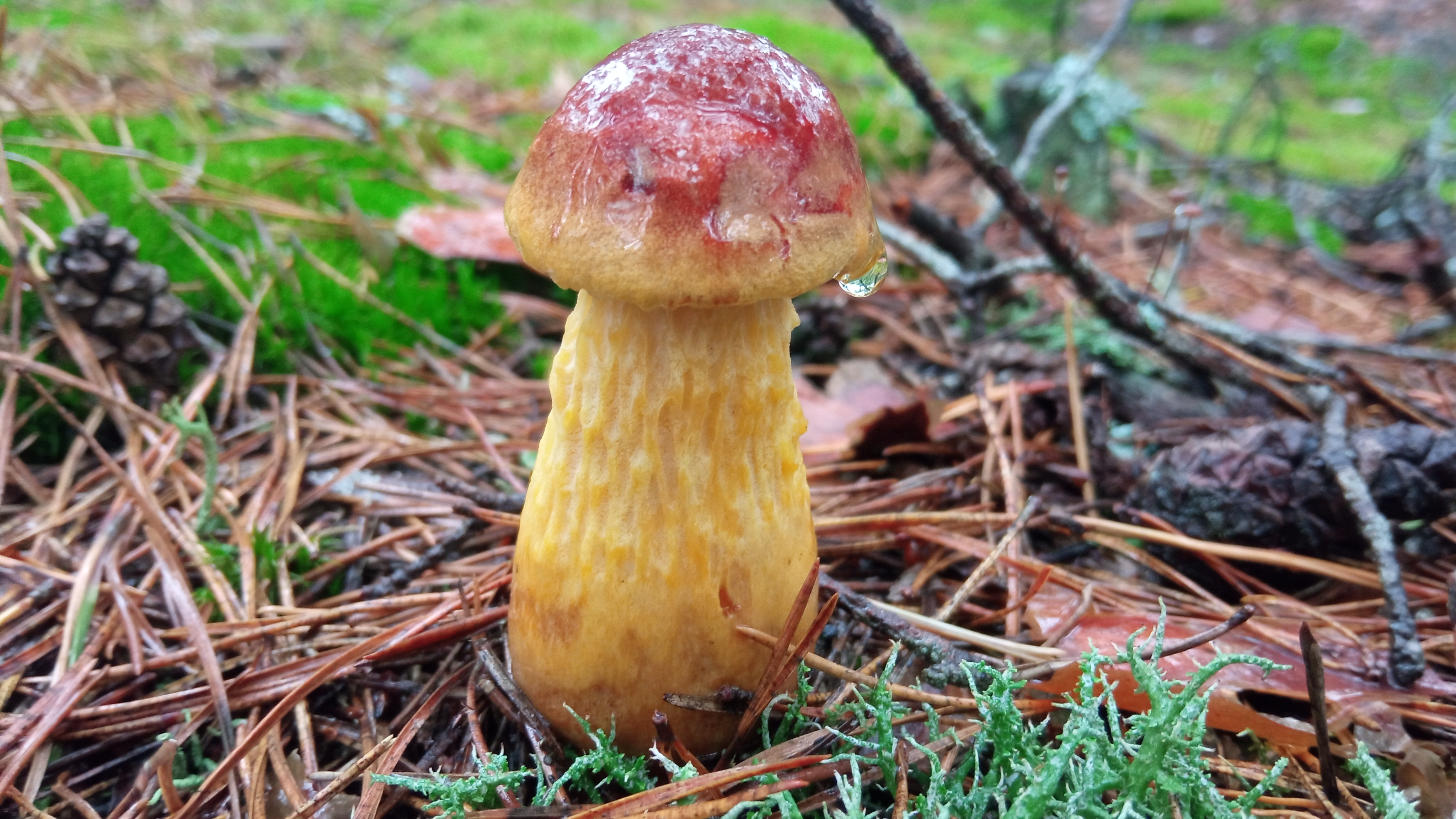
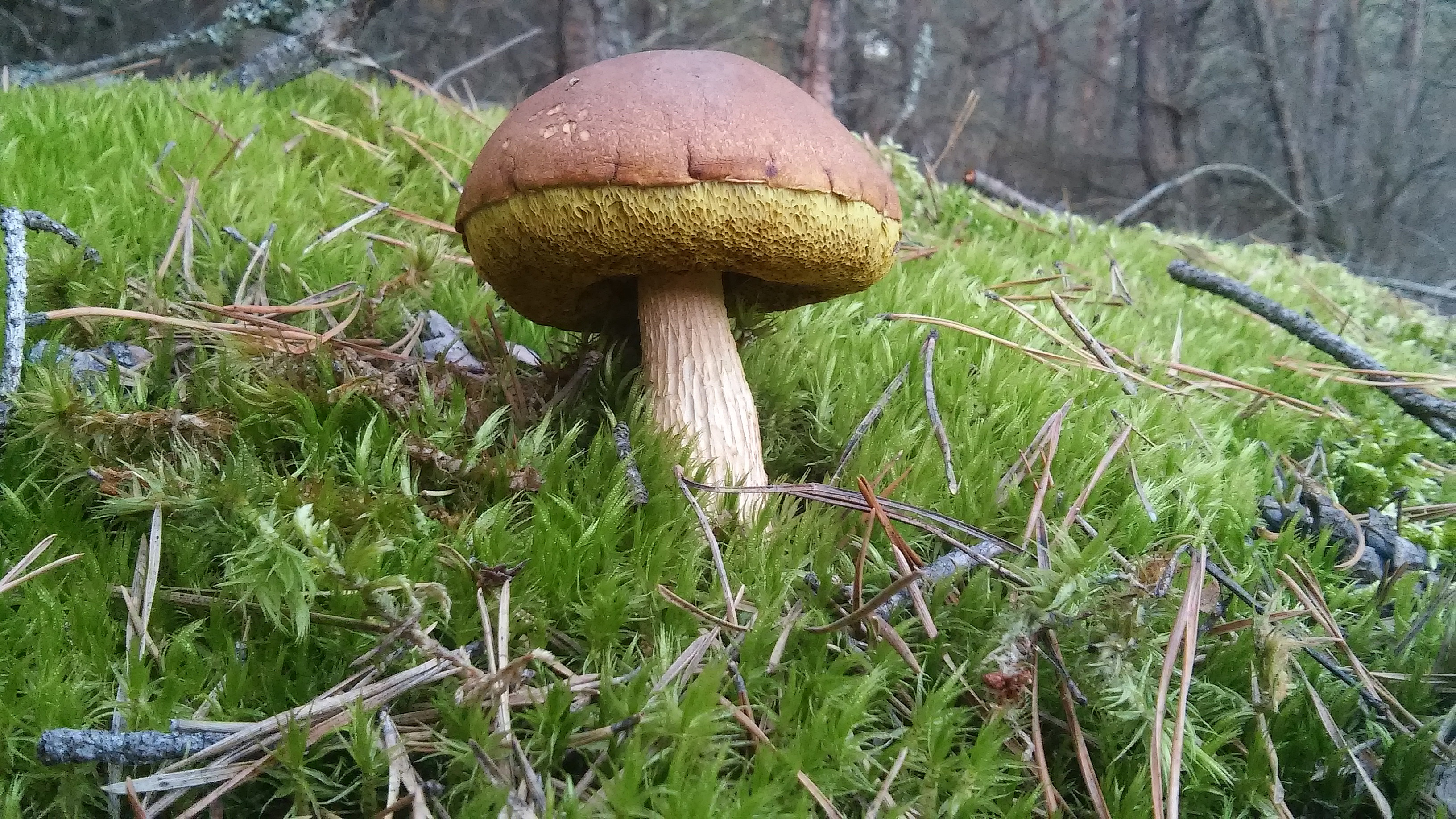
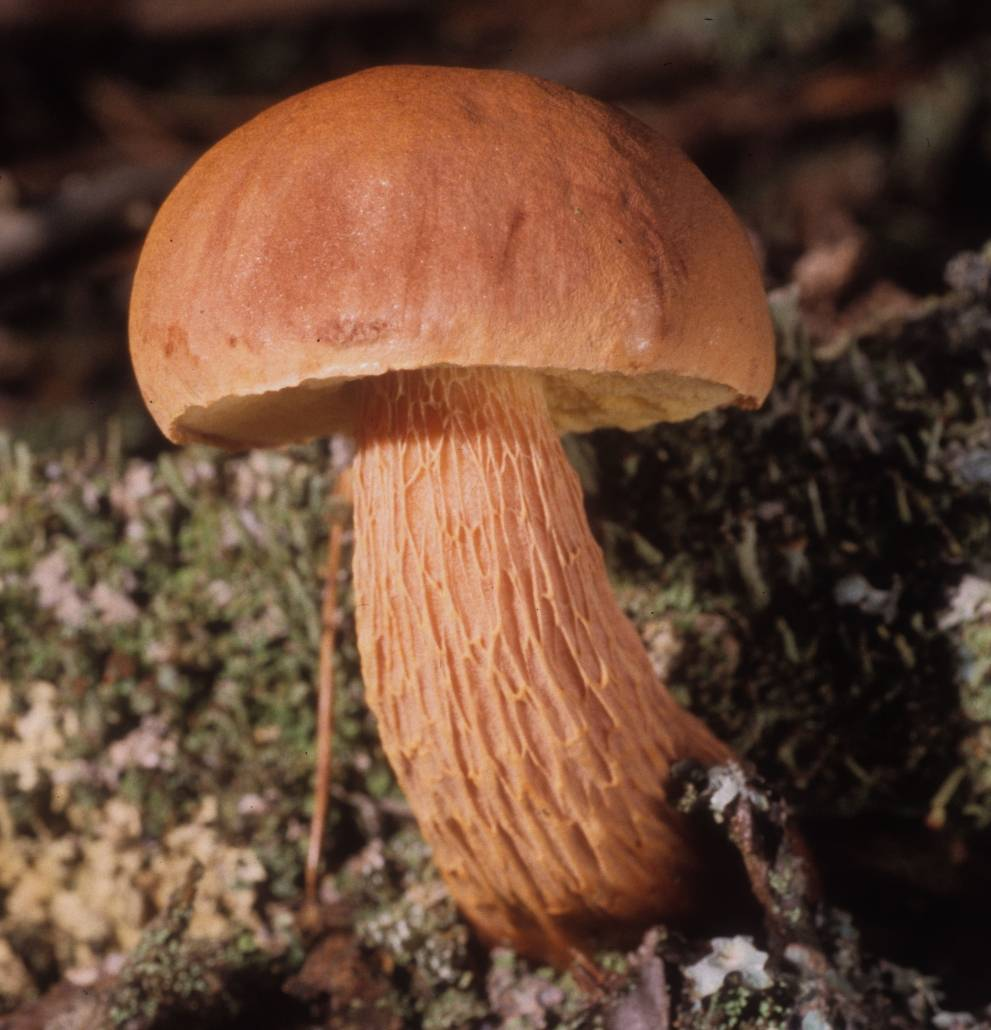
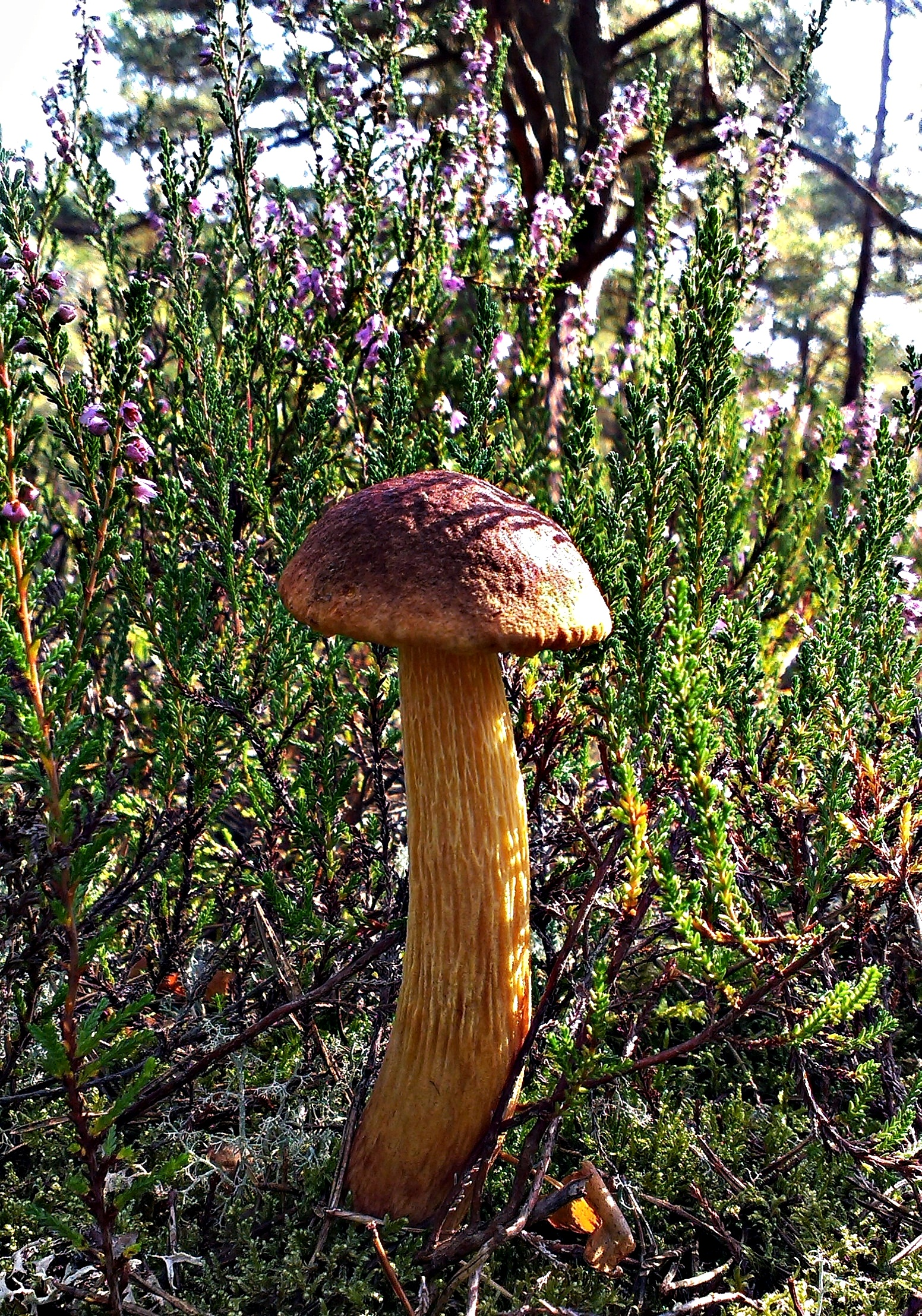
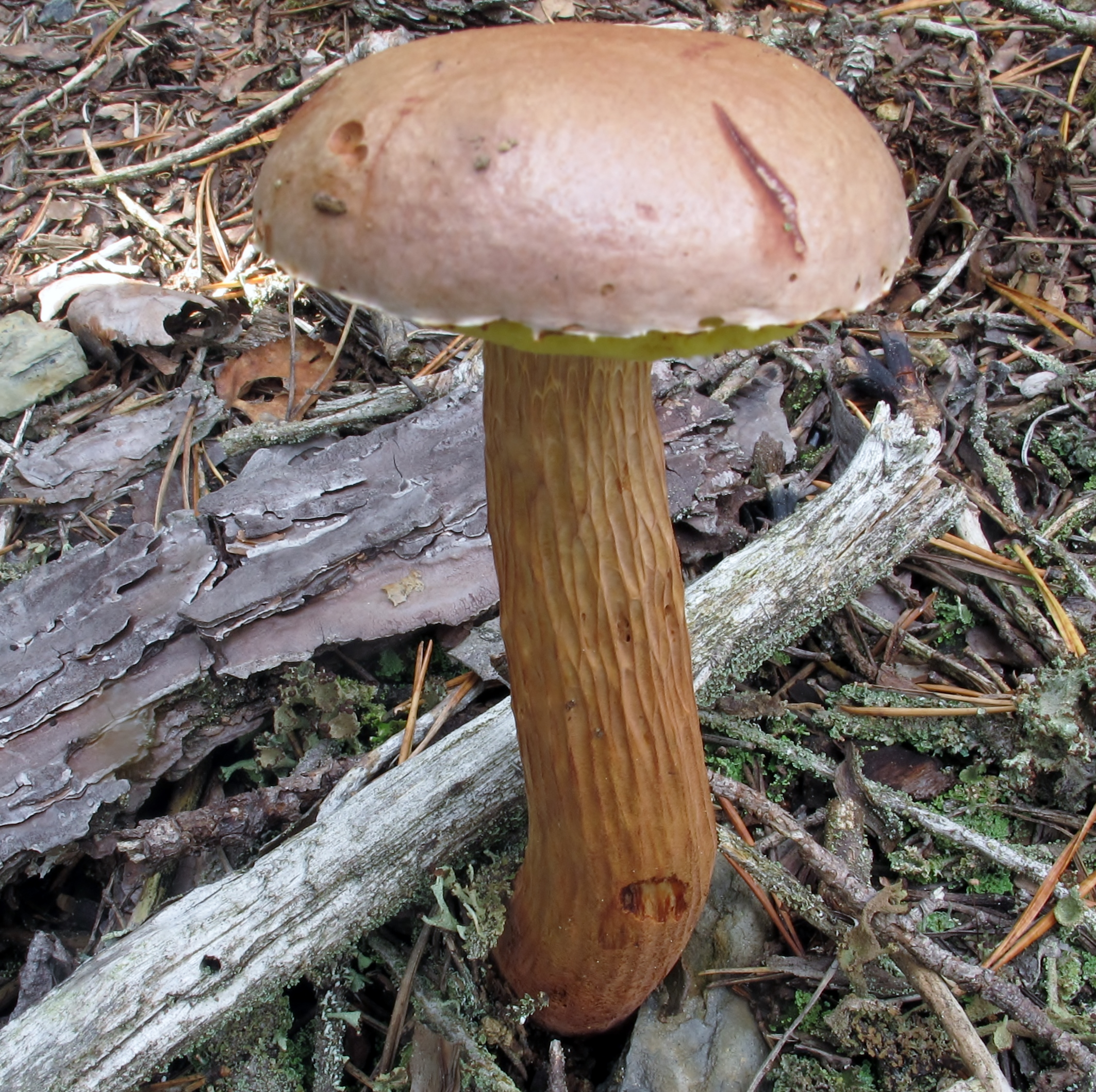
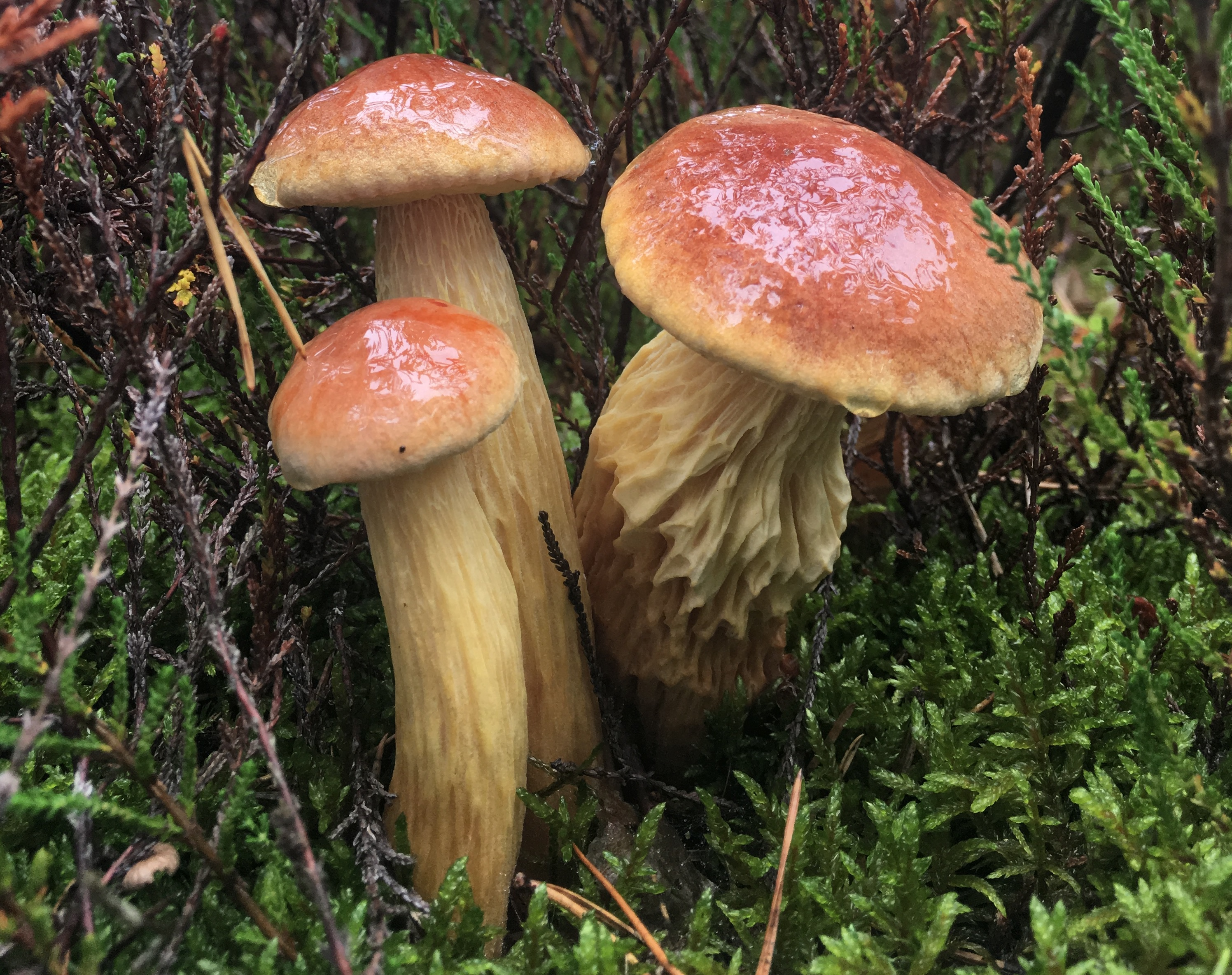
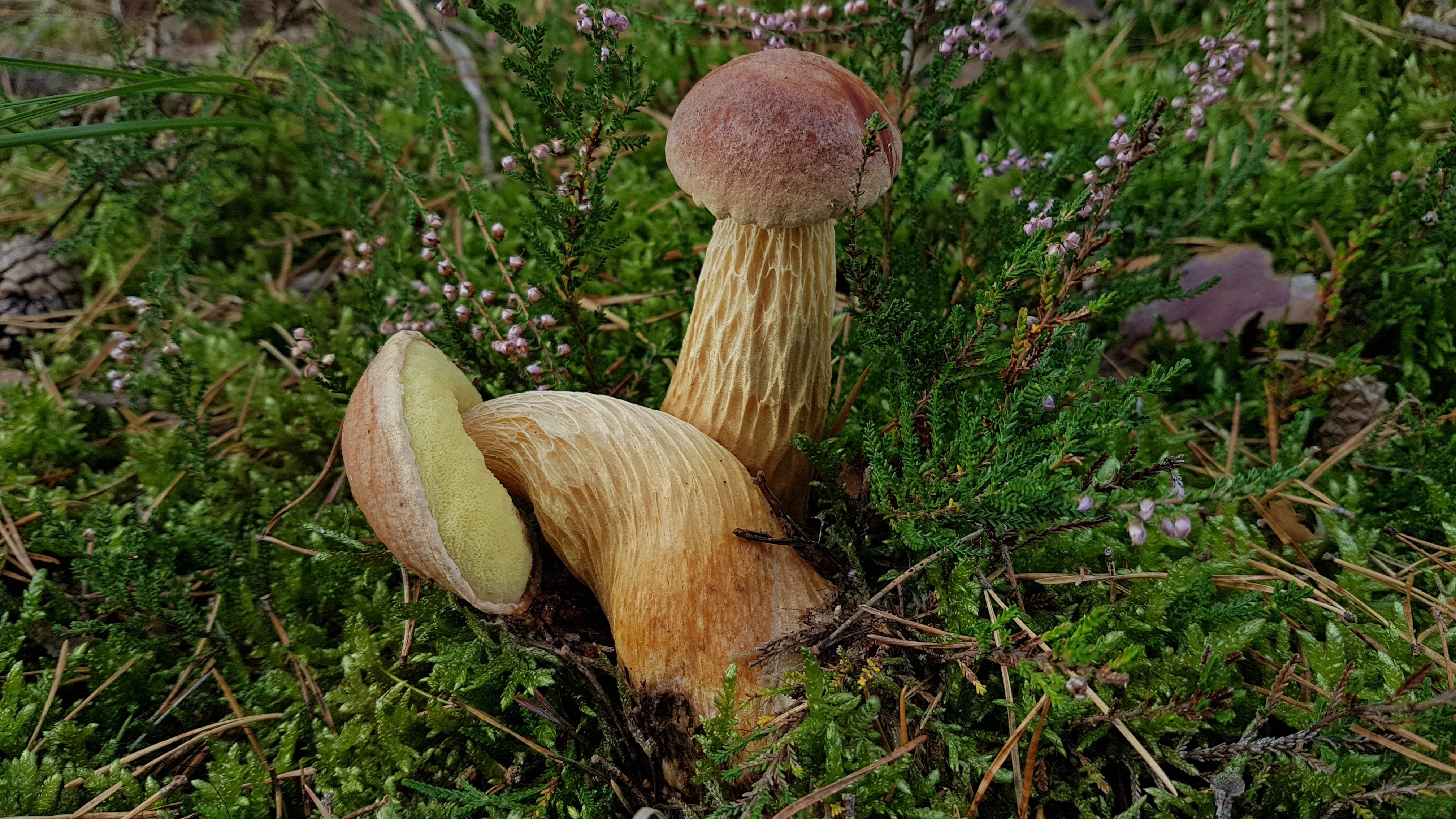
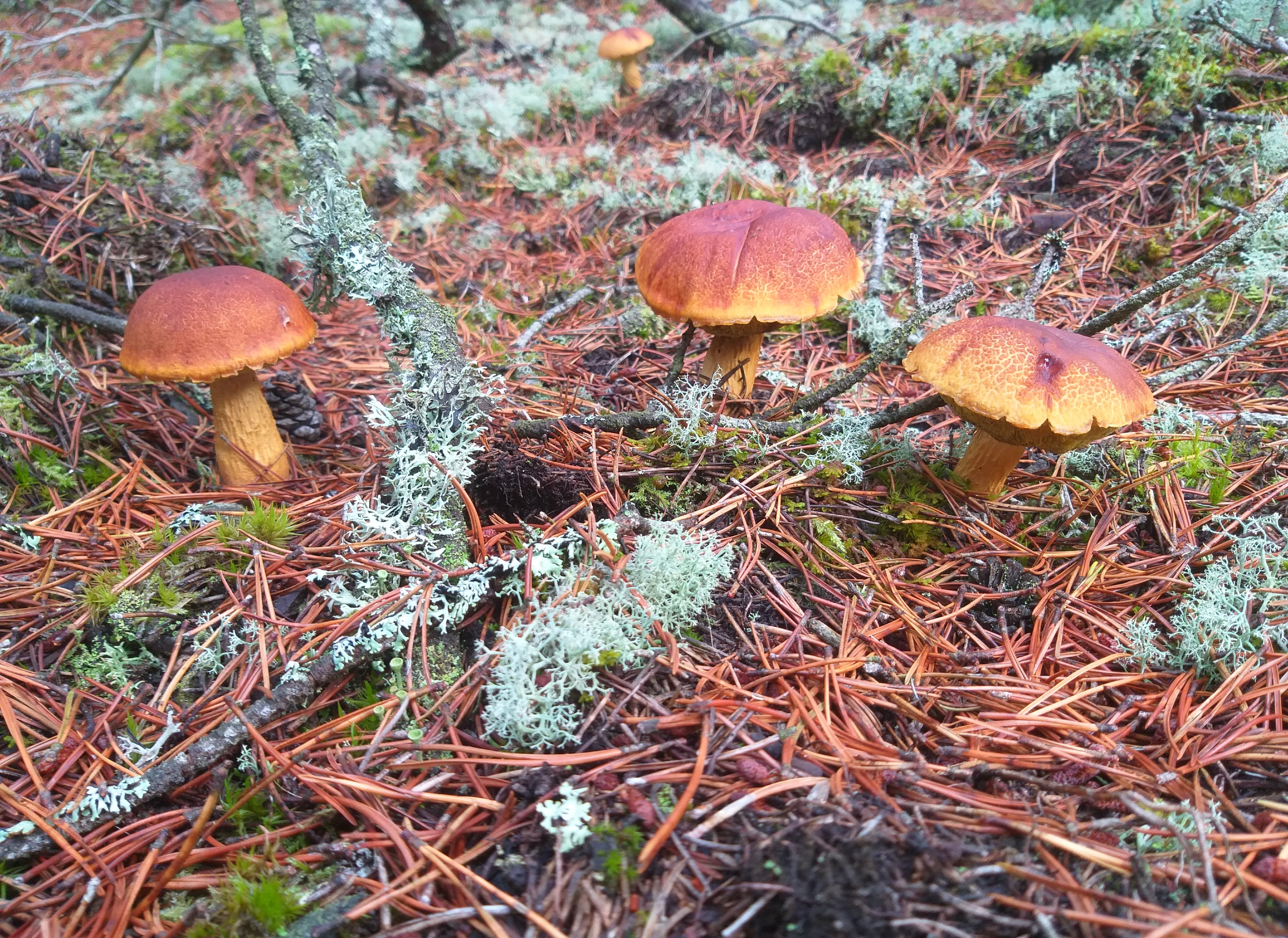
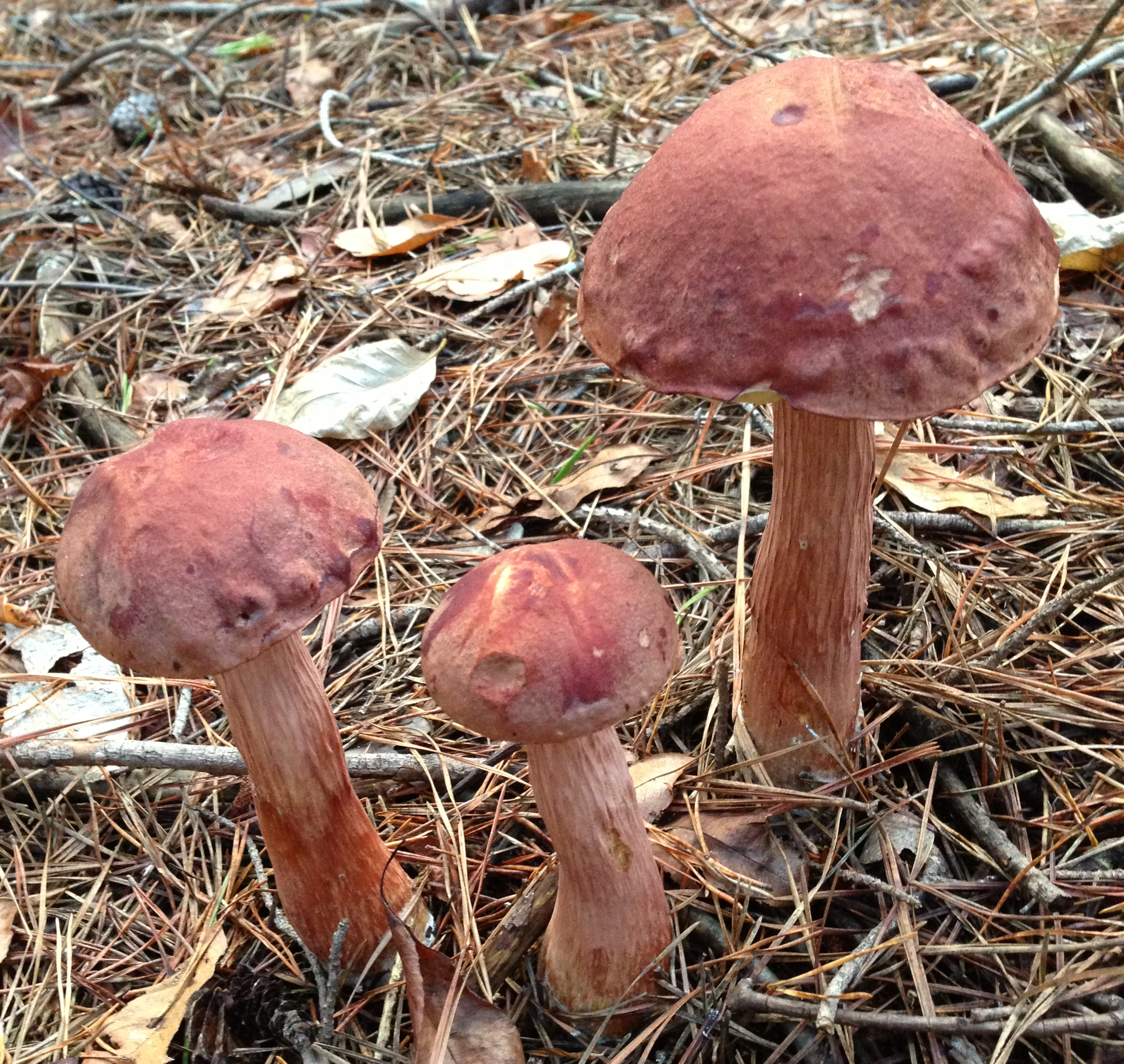
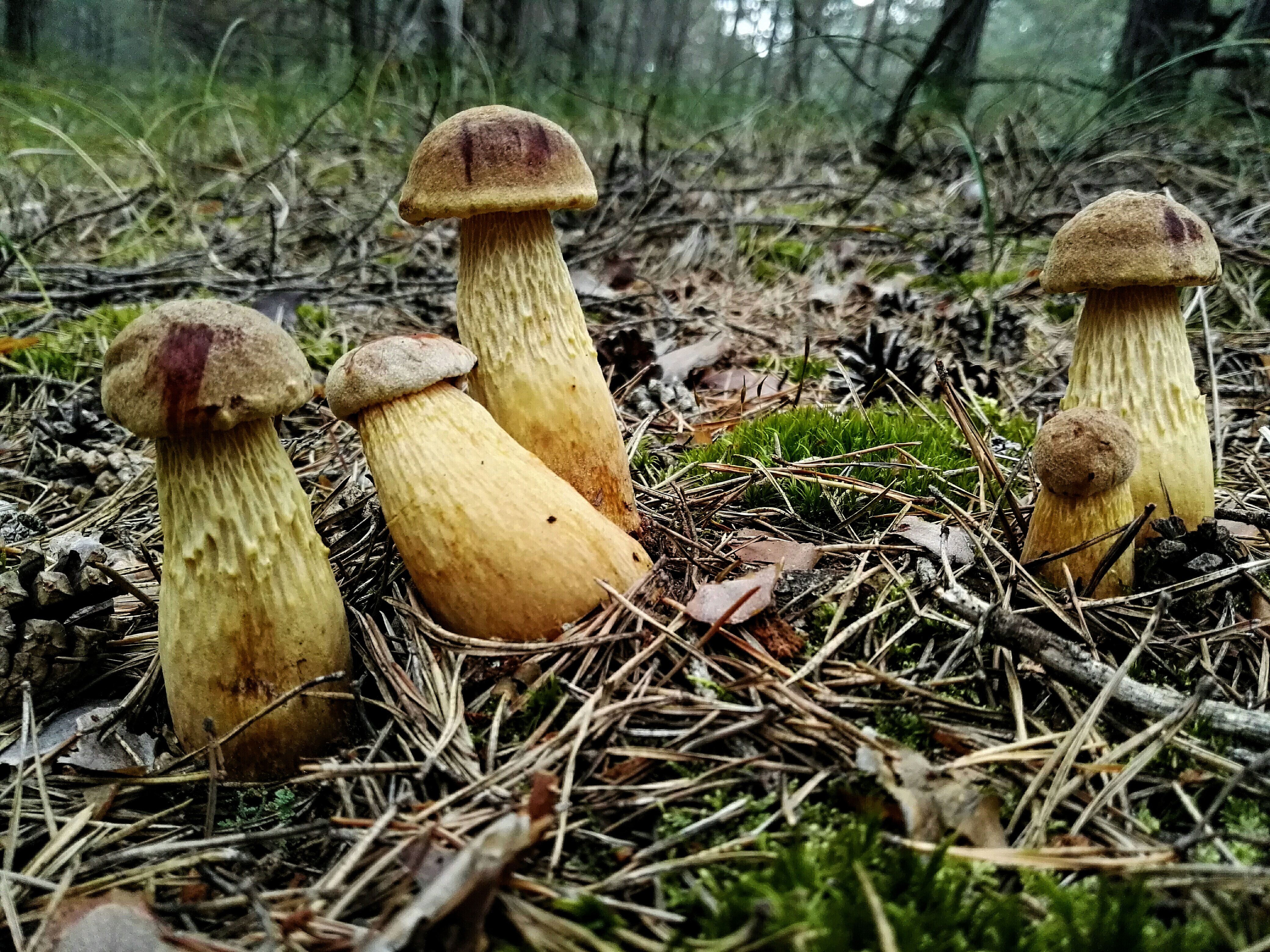
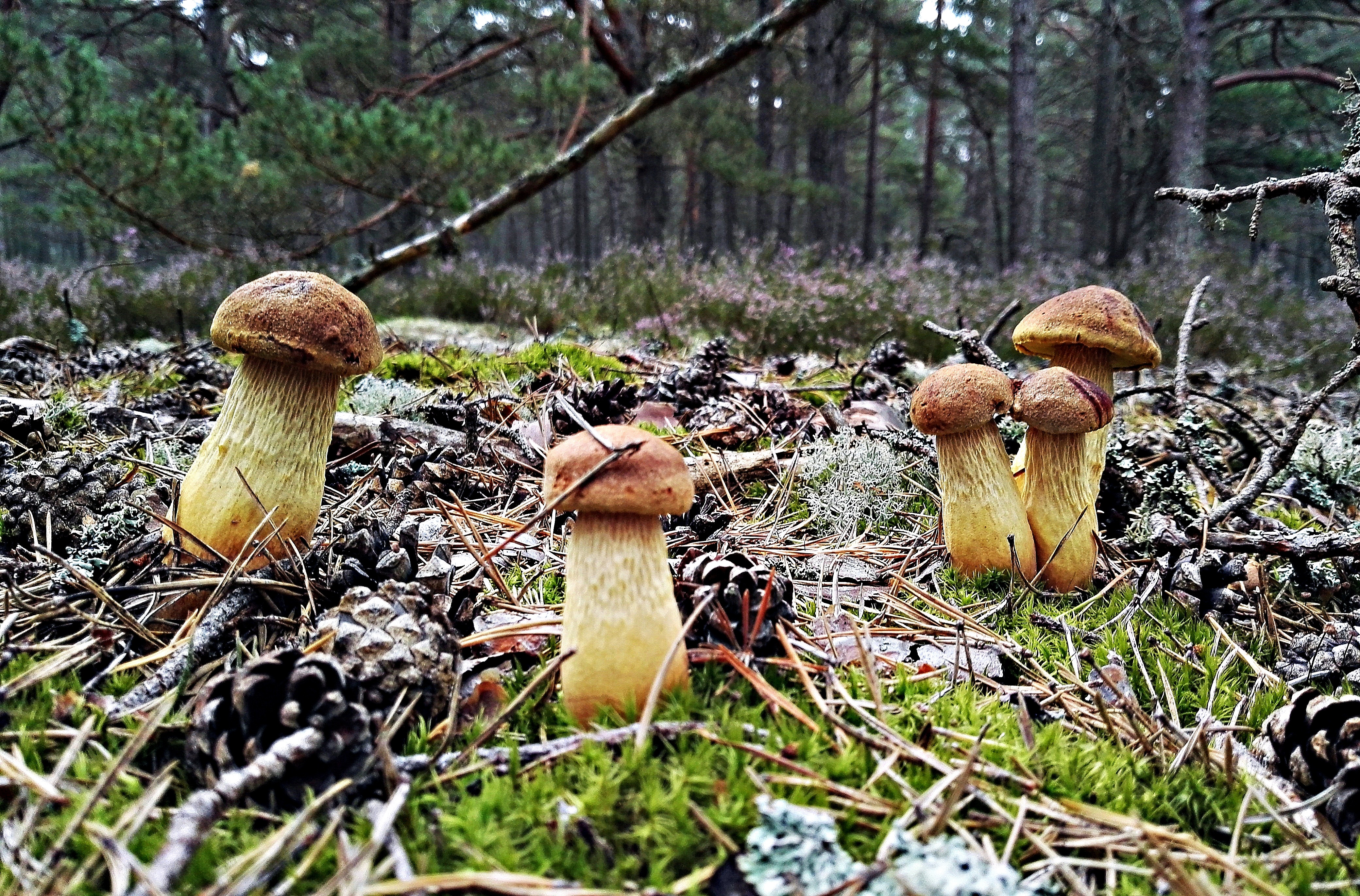
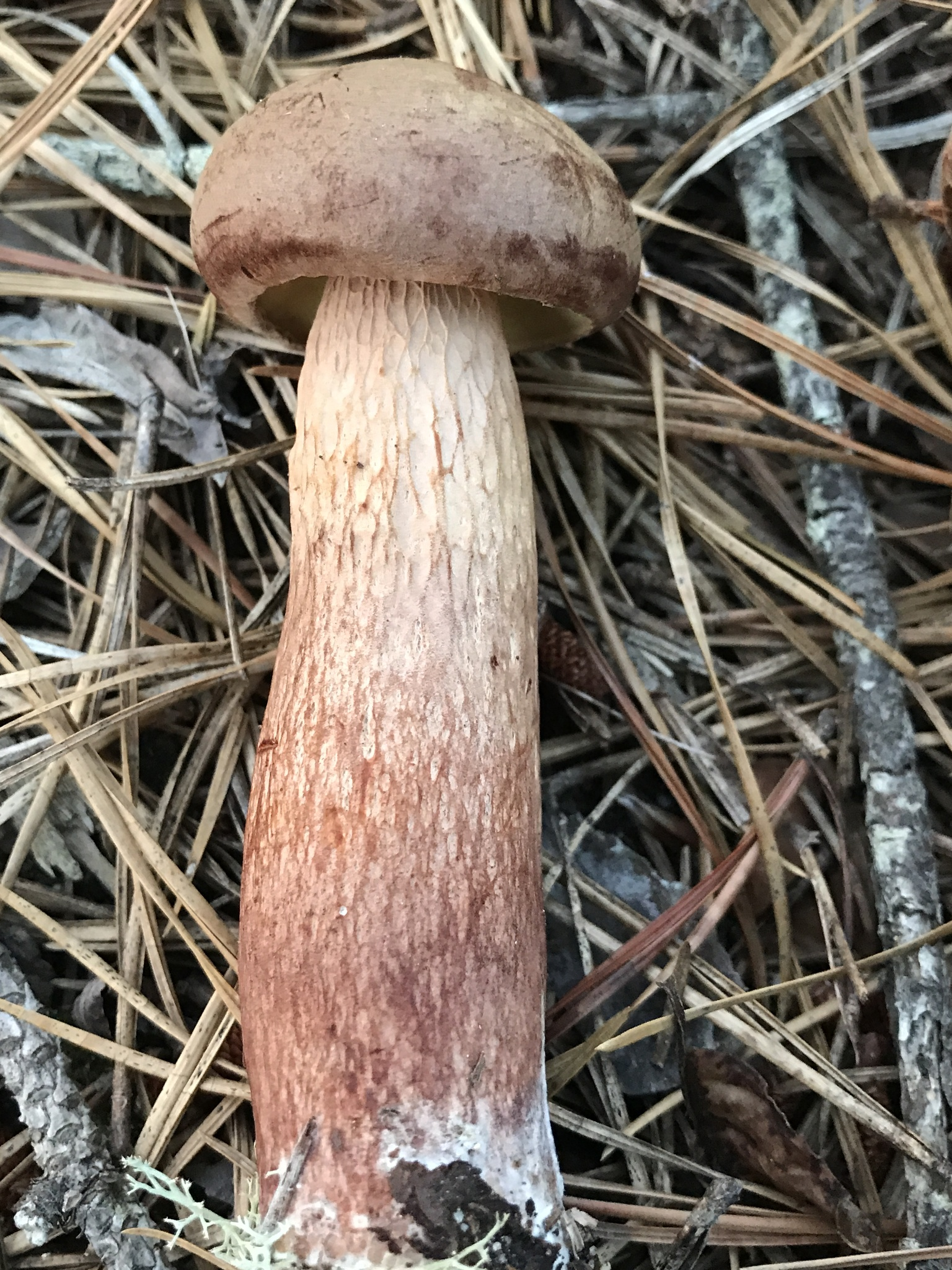
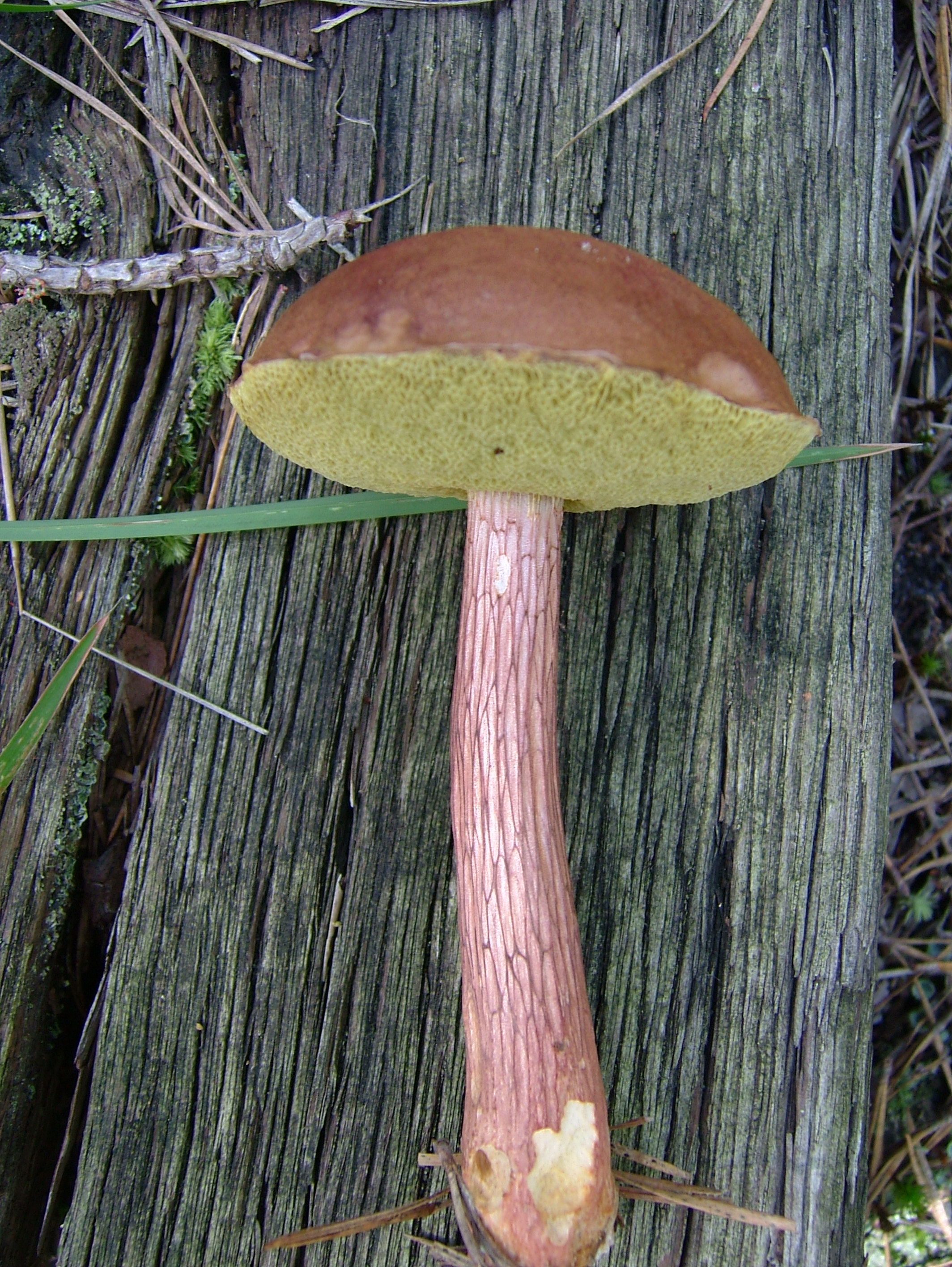
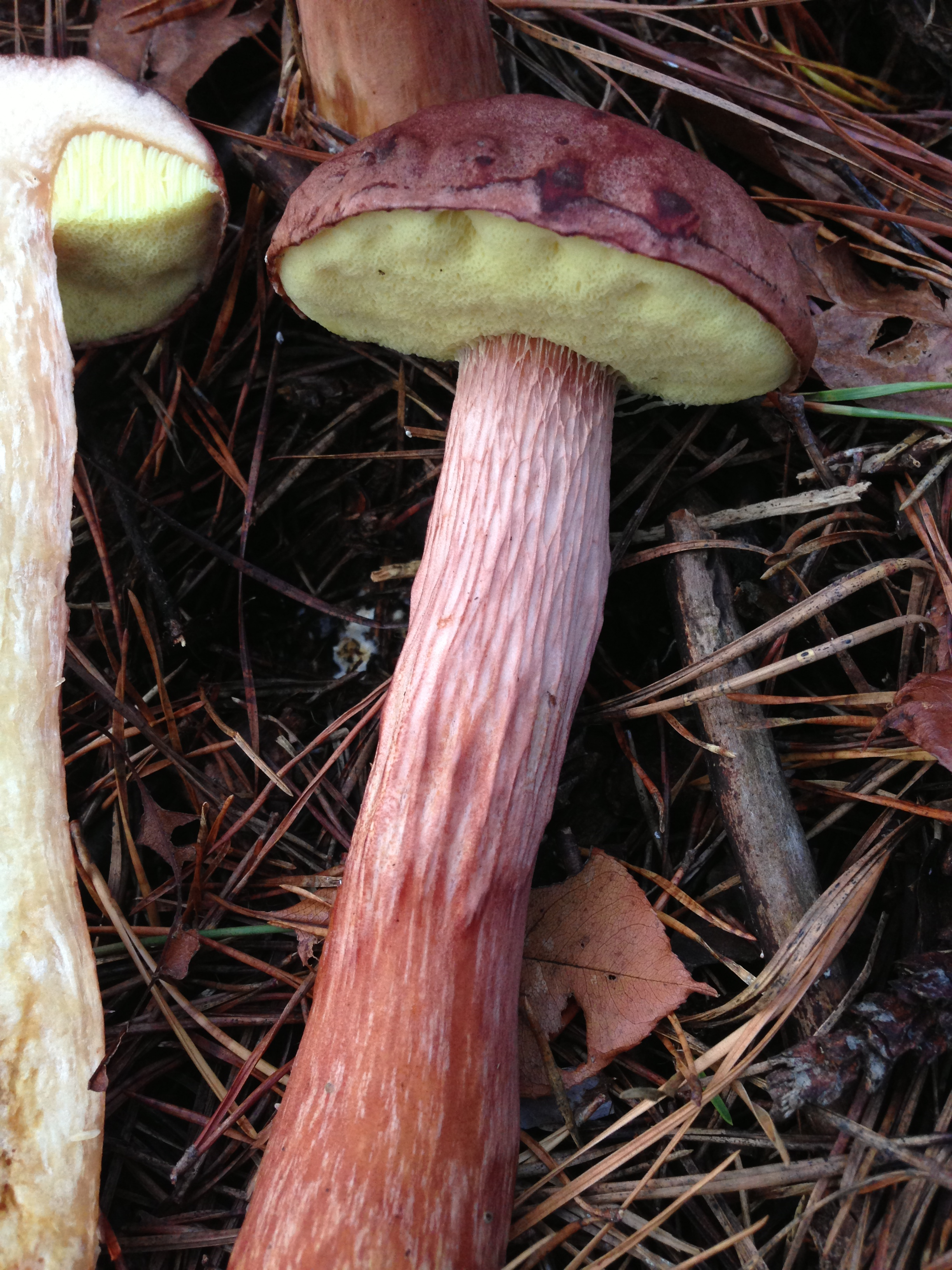
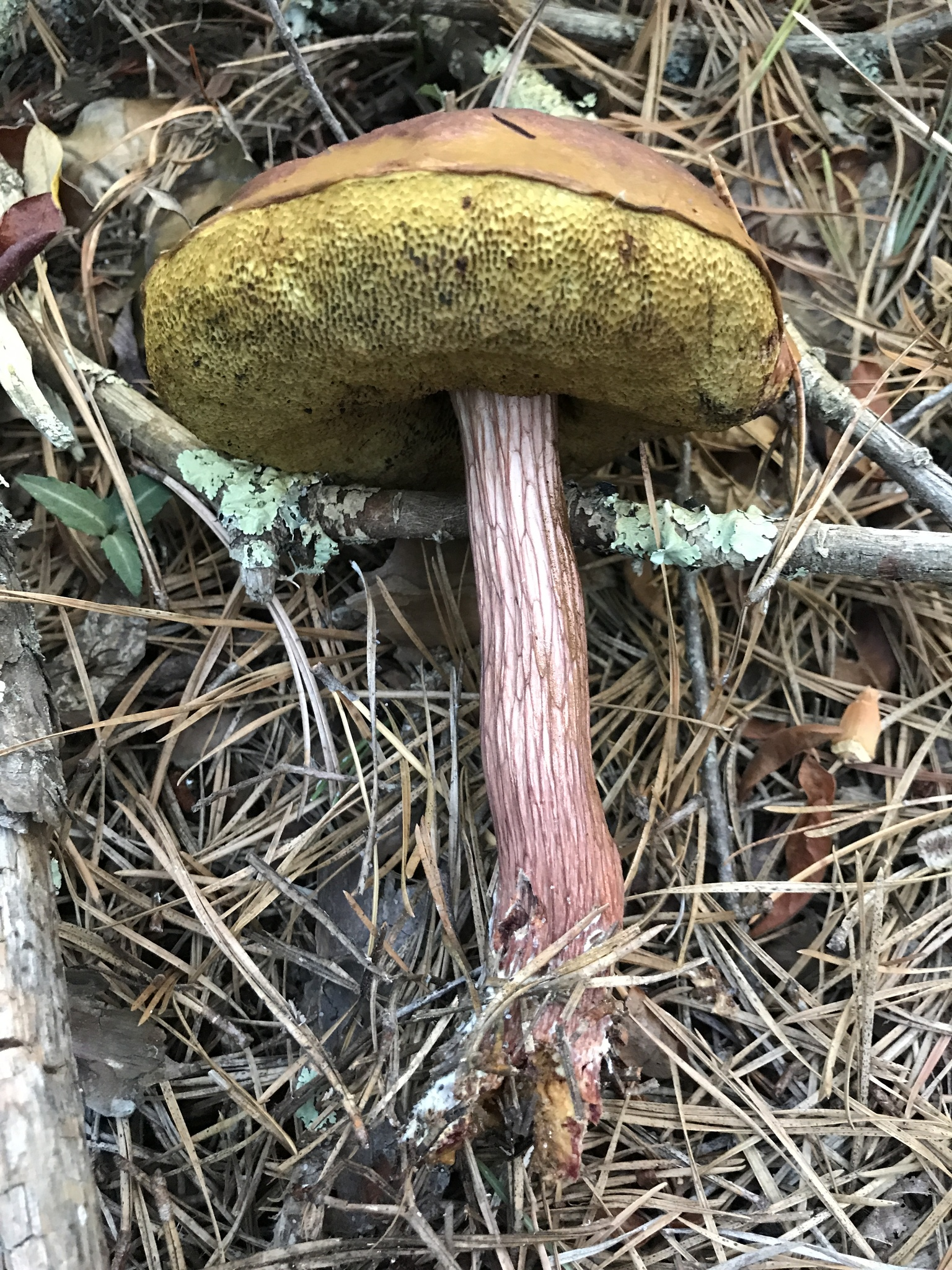
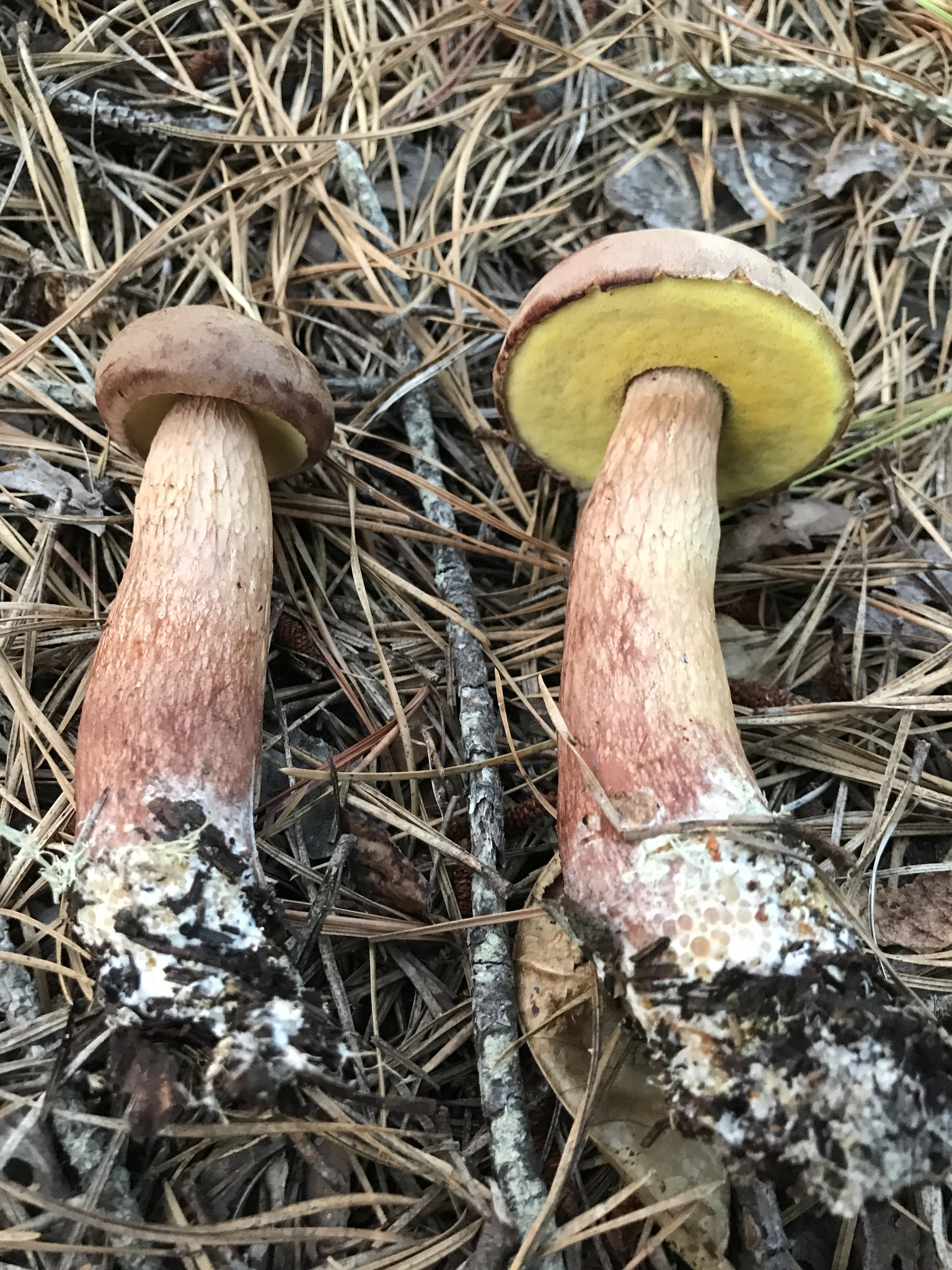
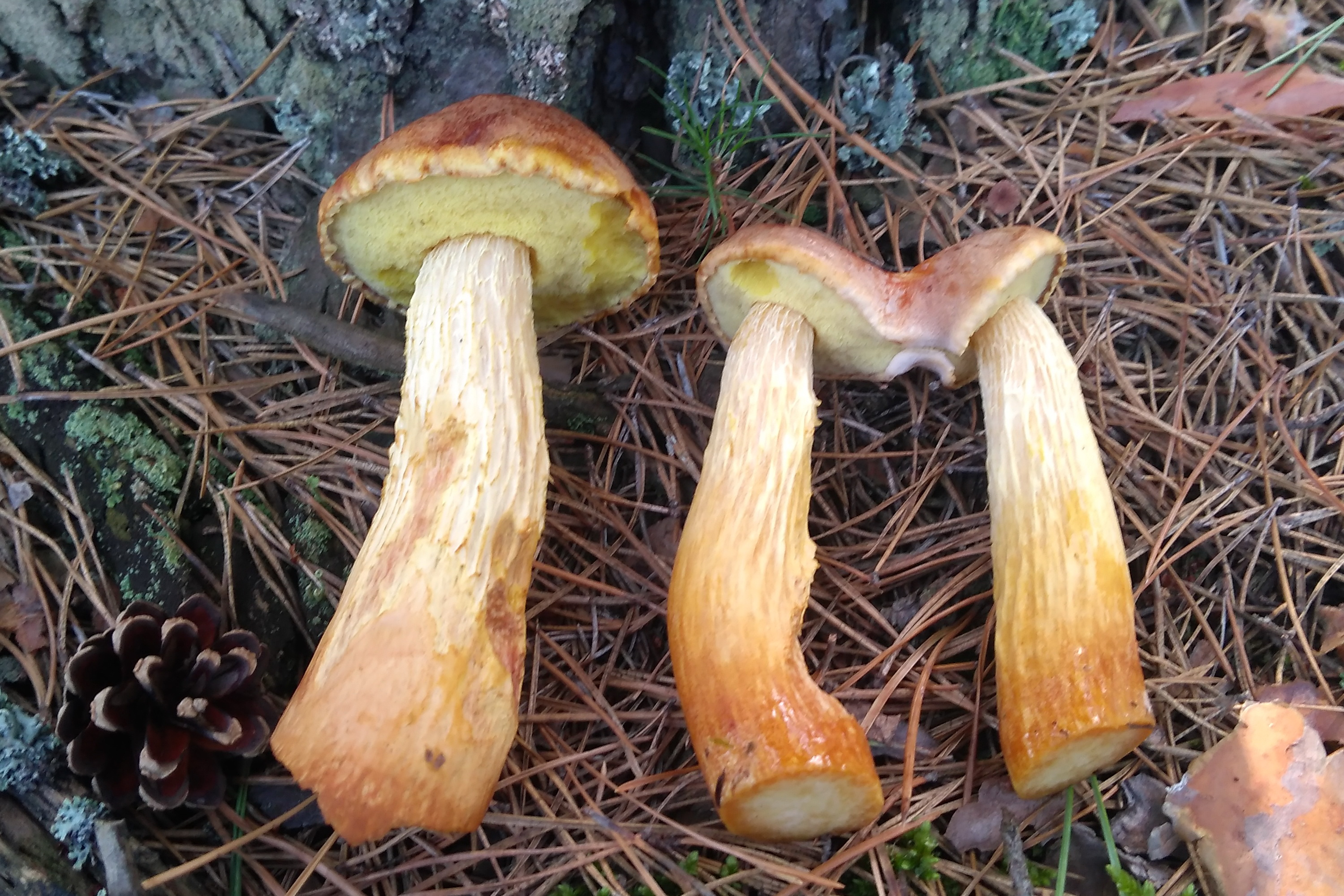
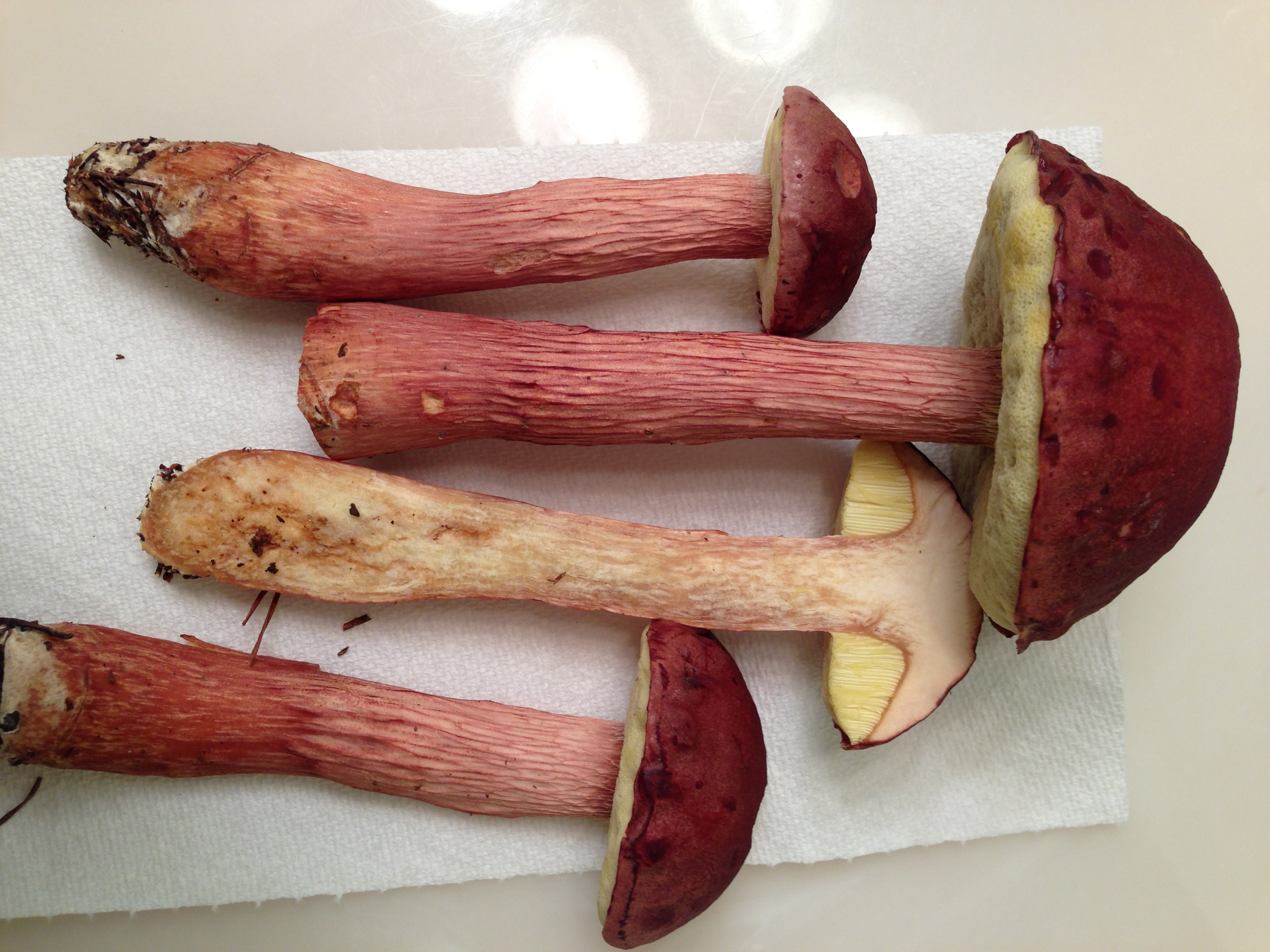

## Habitat et distribution

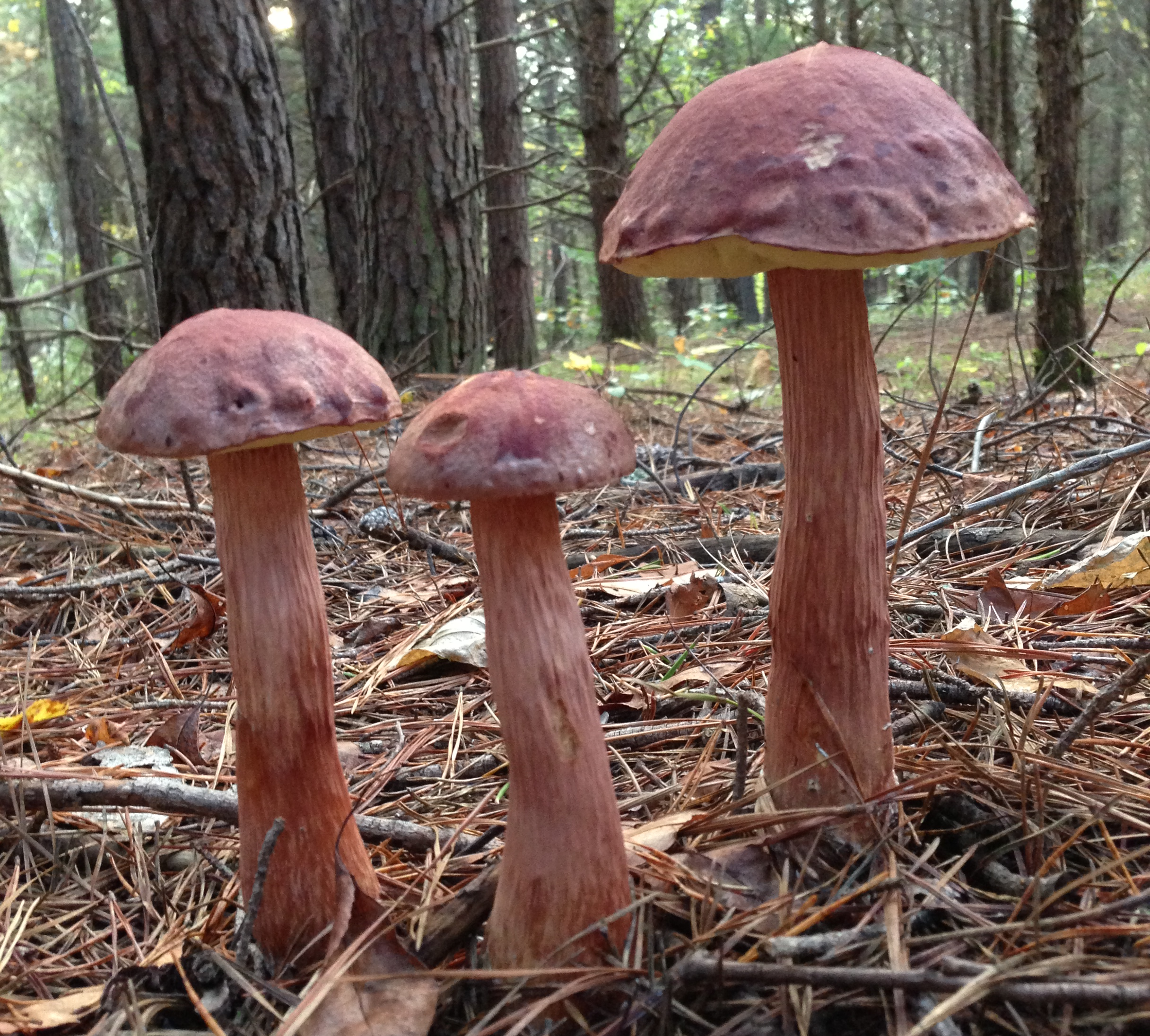
Groupe de sprophores de A. projectellus matures.

Il s'agit un champignon ectomycorhizien, originaire d'Amérique du Nord et présent en Europe depuis 2011, poussant seul ou en groupes sous les pins. 
En 2011, il a été signalé pour la première fois en Europe, en Lituanie ; l'identification de l'espèce a été confirmée en comparant les séquences d'ADN avec des collections nord-américaines. En 2013, il a également été signalé en Lettonie, où il a été déclaré "champignon de l'année 2014". Son apparition a également été signalée en Pologne depuis 2016, et en Norvège et au Danemark depuis 2014. Il est également largement répandu en Estonie et a été signalé pour la première fois en Finlande en 2023. Ses tout derniers signalements ont été faits en Allemagne de l'Ouest et aux Pays-Bas.

## Comestibilité
Le Bolet élancé est comestible, occasionnellement consommé dans les pays de l'Europe de l'Est là où il est désormais bien implanté, mais sans pour autant qu'il y existe de consommation traditionnelle à proprement parler. A. projectellus est comestible après cuisson, de préférence en retirant le pied, particulièrement fibreux et indigeste, en privilégiant les jeunes spécimens dont les tubes ne sont pas très développés,. Les Américains, étant plus familiers avec cette espèce, la considèrent comme comestible .

## Confusions possibles
On pourrait le confondre avec un bolet rude du genre Leccinum ou alors avec un Xerocomus, mais sa stature élancée couplée à ses pores jaunes et son réseau très marqué le rendent facilement reconnaissable.